# 宇治川麗菜
宇治川 麗菜（うじがわ れいな、1988年11月28日 - ）は、東京都出身のタレント。エルクハートプロモーション所属。
特技は2年間やっていたというキックボクシング。
芸能人女子フットサルチーム「TEAM SPAZIO」の元メンバーで、チーム自体も既に解散している。

## DVD
- ビタミンReina（カルチャークラブ）2007年4月16日